# Feldjacke M-65

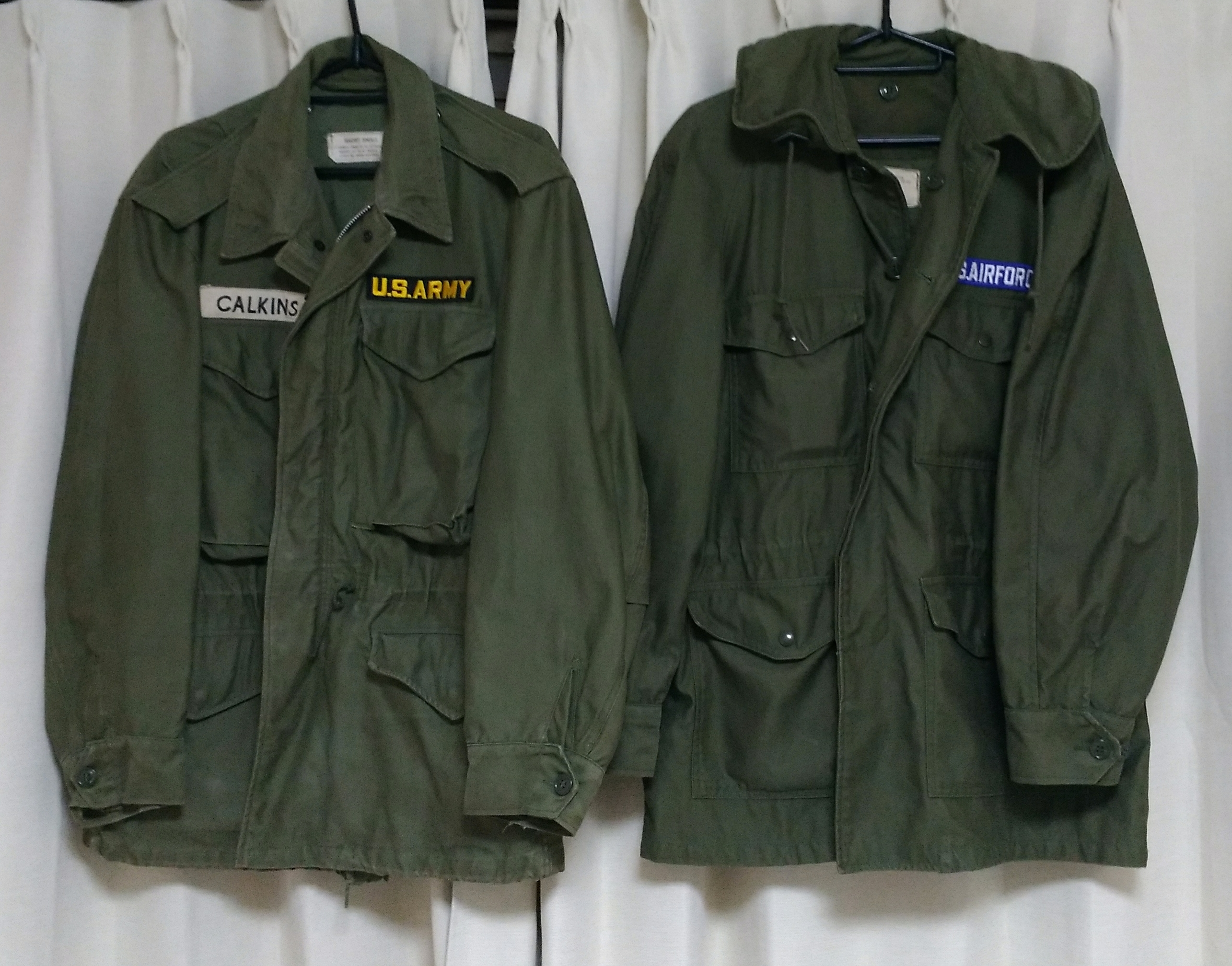
Links: Feldjacke M-1965

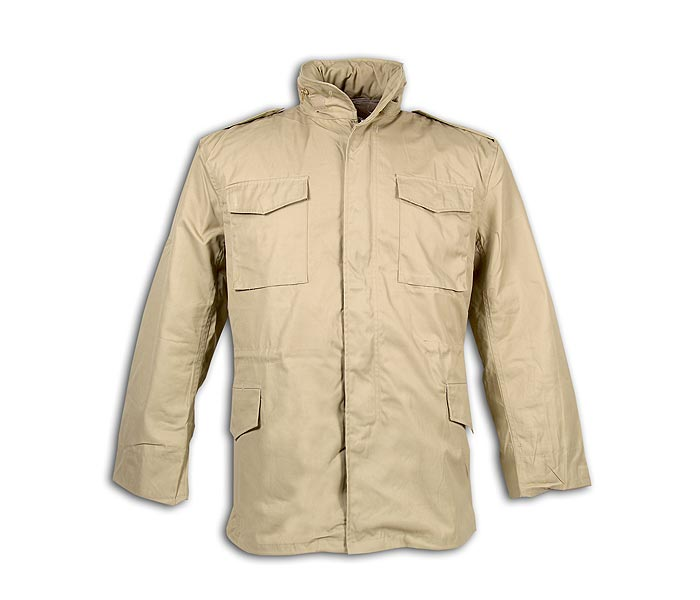
Feldjacke M-65 in Beige („Schimanski-Jacke“)

Die M-65 oder auch M-1965 ist eine hüftlange Feldjacke der US-Streitkräfte. Sie wurde 1966 eingeführt und löste die M-51-Feldjacke ab. Es gab verschiedene Hersteller, wie z. B. Alpha Industries, Southern Athletic Co., John Ownbey Co. und Golden Mfg. Co.

## Beschreibung
Anfänglich von der US-Armee im Vietnamkrieg benutzt, wurde die Jacke wegen ihrer Robustheit und des bequemen Schnitts später auch im zivilen Bereich beliebt. In der Kleidermode (Military-Look) und im Outdoor-Bereich wird sie seit den 1970er Jahren als Freizeit-Jacke geschätzt. Sie wirkte über Jahrzehnte stilbildend auf die Mode und wurde zu einer Art persönlichem Markenzeichen mit Wiedererkennungswert. So trug Robert De Niro als Travis Bickle in Martin Scorseses Taxi Driver eine M-65. Im Film Rambo I First Blood von Ted Kotcheff 1982 trug Sylvester Stallone als John J. Rambo ebenfalls eine olivgrüne M-65 mit einem Patch der US-Flagge über der rechten Brusttasche anstatt Namensschild.
In der Bundesrepublik Deutschland verschaffte ihr Götz George mit seiner Rolle als Tatort-Kommissar Horst Schimanski, in der er meistens eine M-65 ohne Schulterklappen trug, die 2 Knöpfe dazu waren jedoch nicht entfernt worden. Die Jacke hatte fortan oft den Spitznamen „Schimanski-Jacke“.
Osama bin Laden war ebenfalls häufig mit einer M-65 in Camouflage Woodland auf Fotografien und in eigenen VHS-Videos zu sehen.

Die Feldjacke M-65 wird oft mit dem M-65-Parka verwechselt. 

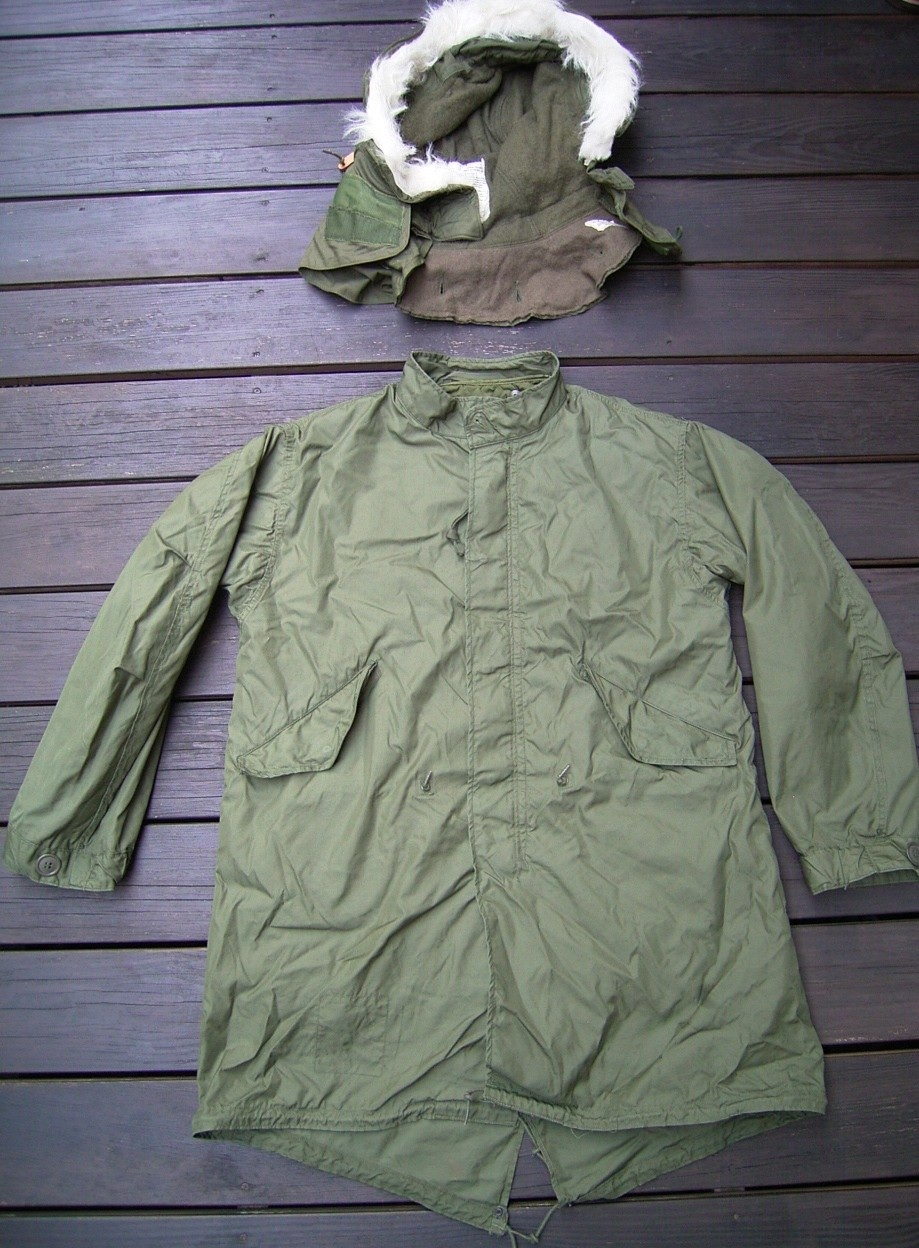
M-65 Parka

## Aufbau
- 2 massive, zunächst Aluminium-, ab 1972 dann Messing-Reißverschlüsse,  vorne und am Kragen.

Später wiederum in Militärversion Nylon-Reißverschlüsse.
- vier an der Vorderseite zugängliche Taschen je mit Druckknopf
- Erste Version 1965 ohne Schulterklappen, danach Schulterklappen links und rechts
- Material:

Obermaterial: 50 % Nylon (Polyamid) 50 % Baumwolle;
Innenmaterial: 100 % Baumwolle;
Innenfutter: 100 % Polyamid;
Innenfutter Wattierung: 100 % Polyamid
- Herausnehmbares Innenfutter
- Taille und Saum sind mittels Kordelzug weitenverstellbar.
- der Kragen kann entweder stehend oder umgekrempelt getragen werden.
- im Kragen ist hinter einem Reißverschluss eine einfache Kapuze angebracht. Optional kann die Kapuze ("Hood") des M65-Parkas angeknöpft werden.
- Ärmelabschluss mit Klettverschluss verstellbar

Militärversion in den Größen XS - XL, je mit Längenangabe, mindestens 10 verschiedene US-Hersteller
Zivile Version in den Größen S - 5XL
Diverse Hersteller wie Surplus, Brandit, Sturm Imp.
- Gewicht ca. 1,5 kg je nach Größe; ca. 2,0 kg mit Innenfutter.

## Farben und Tarnmuster
- Unifarben (militärisch: olivgrün / OG-107 seit Einführung - zivil: khaki,  Sand/beige, dunkelblau, hellgrau, schwarz)
- diverse Tarnmuster (Woodland Camo (dark + light), Desert Camo I + II, Metro (dark + light), Flecktarn (BW), Swedish Camo, u. a., diverse Digital Camovarianten,  …)

## Sonstiges
Götz George trug die Jacke als „Horst Schimanski“, Kommissar in den ARD-Serien „Tatort“ und „Schimanski“, die als Erkennungszeichen zum Kult-Objekt avancierte, in den Tatort-Filmen in einer verwaschenen beige-farbenen oder auch grauen Ausführung, an der die Schulterklappen entfernt wurden. Götz George selbst hatte die Idee zu dieser „Uniform“. Die Filmjacke soll ursprünglich grün gewesen und von der Kostümbildnerin entfärbt worden sein. Je eine Original-Jacke ist im Filmmuseum Berlin (aus „Zabou“) und im Duisburger Kultur- und Stadthistorischen Museum ausgestellt, eine weitere befindet sich im Essener Ruhr-Museum.